# Ballon (aéronef)
Pour les articles homonymes, voir Ballon.

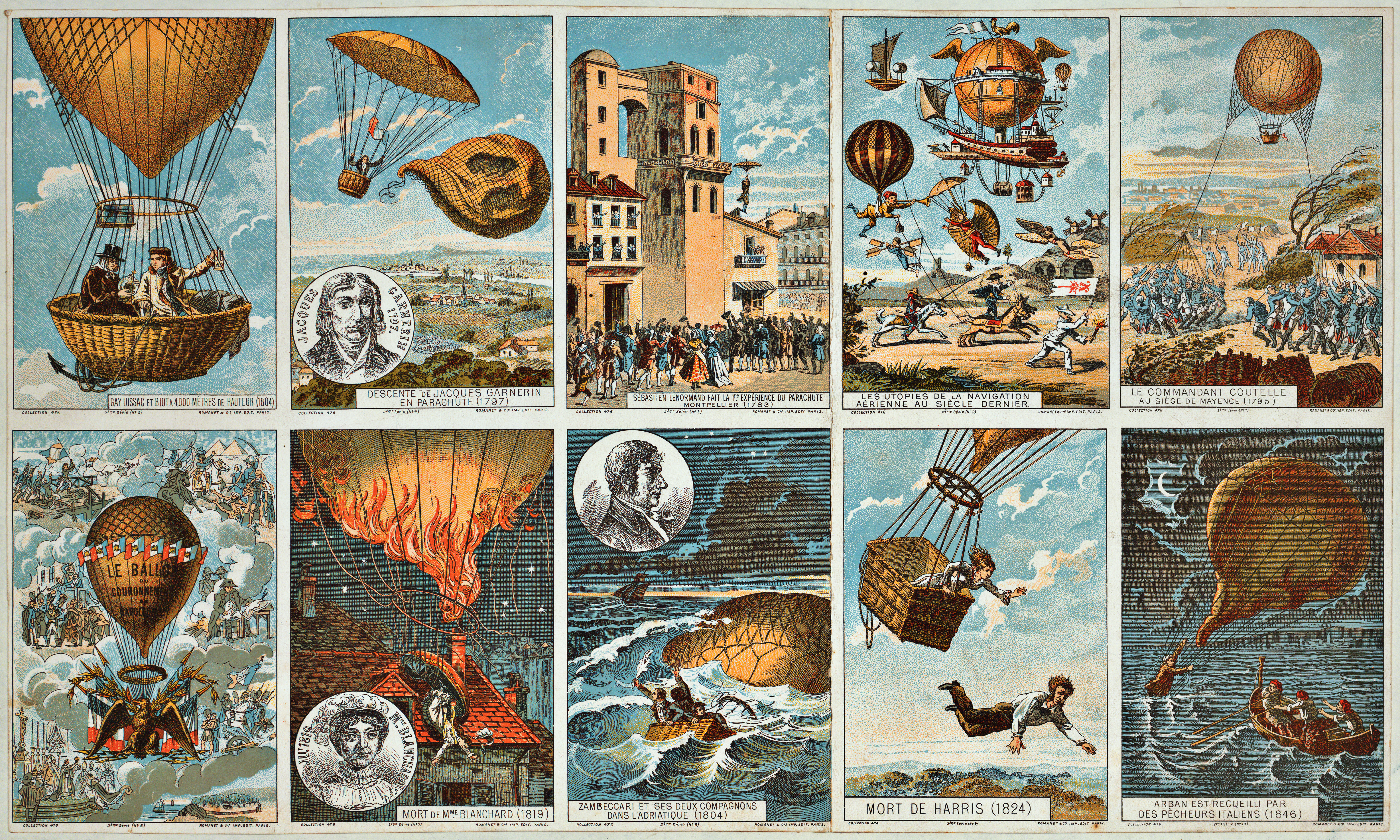
Iconographie des débuts de l'aérostation.

Un ballon est un aérostat non motorisé qui peut rester en sustentation dans l'air en raison de sa portance dans l'atmosphère terrestre. Un ballon peut être libre, se déplaçant avec le vent, ou amarré à un point fixe (ballon captif). Il est distinct d'un dirigeable,  aérostat motorisé, qui peut se diriger dans l'air d'une manière contrôlée.

## Principe de vol et types de ballons

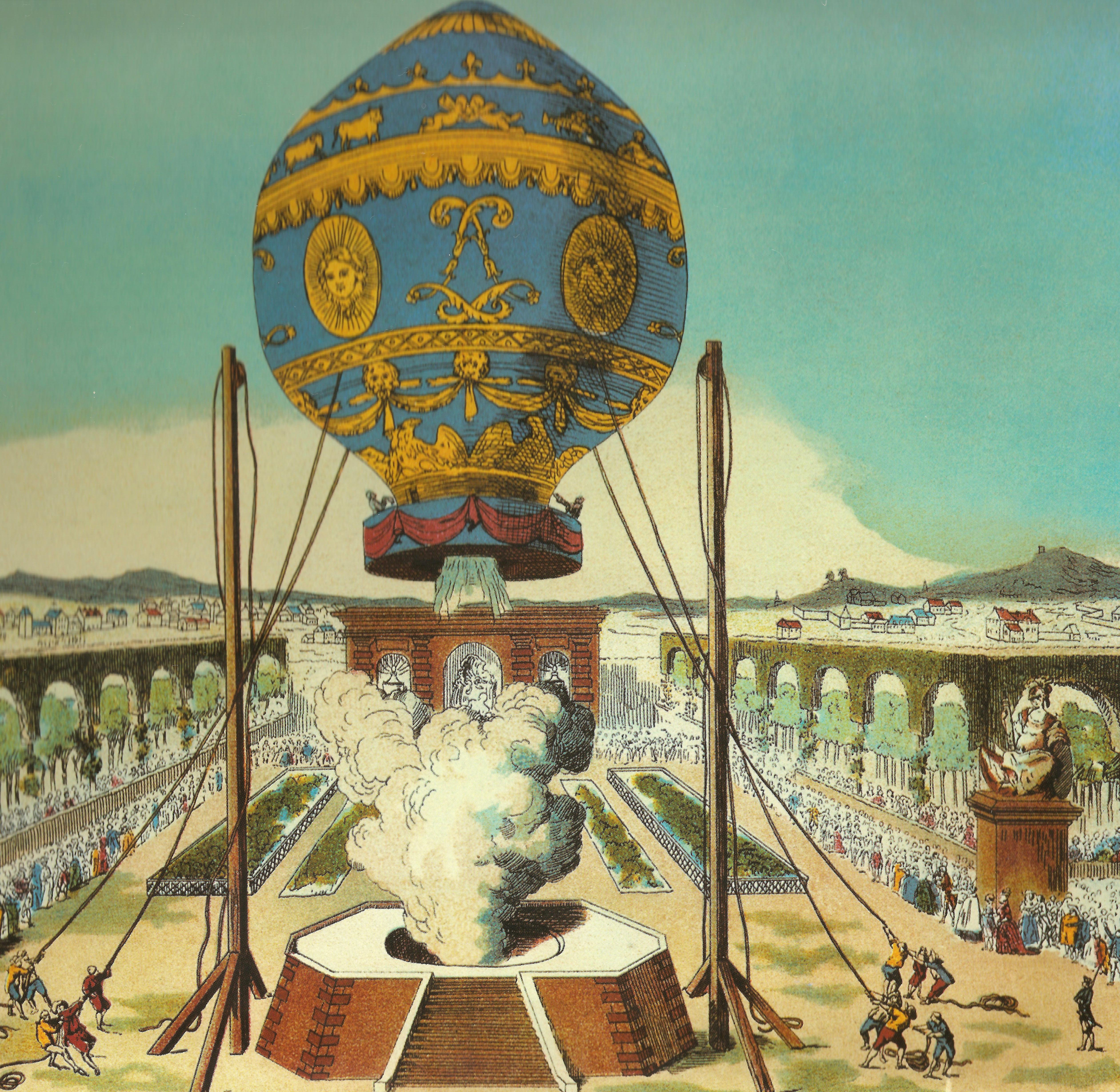
Premier envol humain à bord d'une montgolfière, le 19/10/1783.

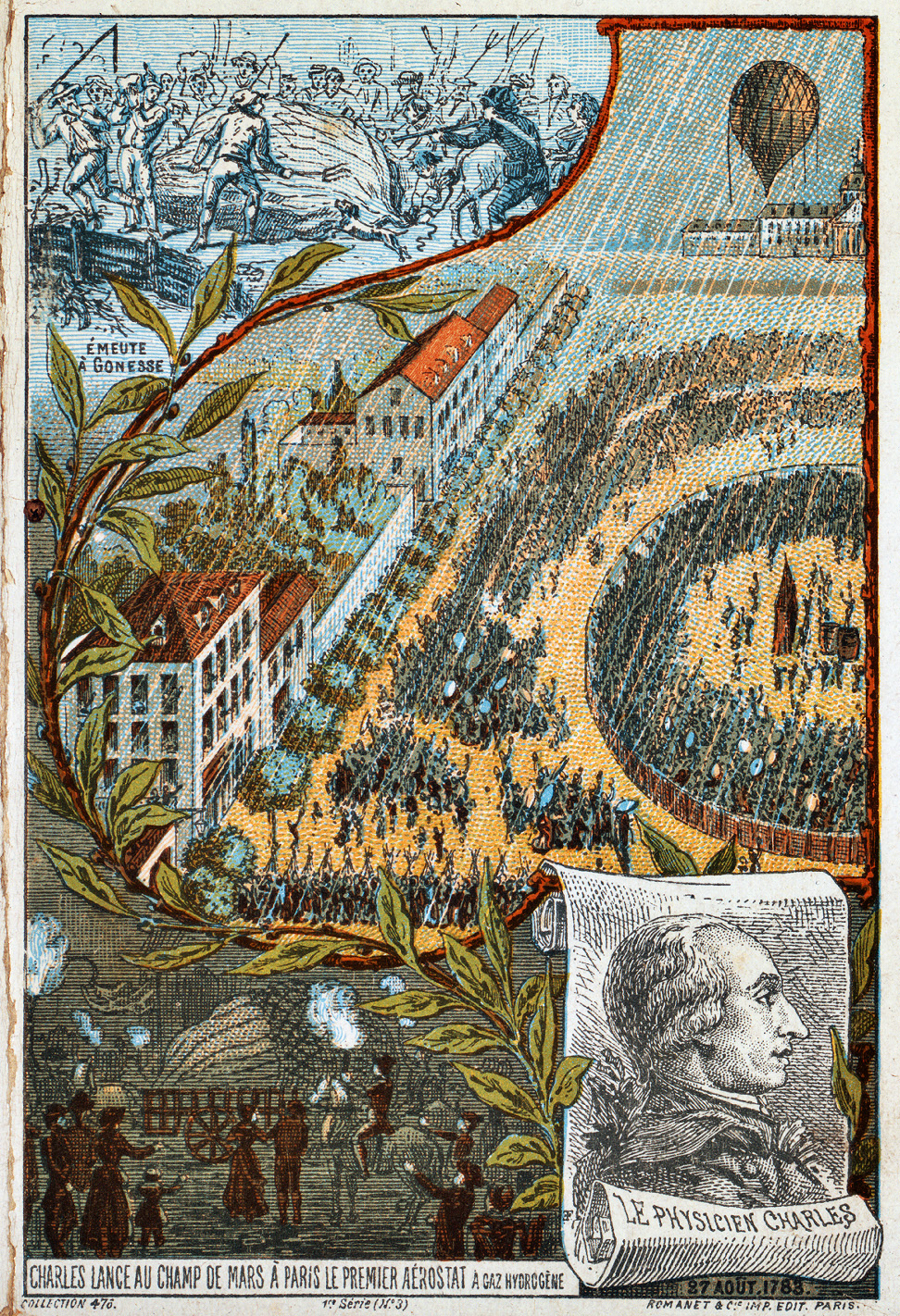
Premier vol d'un ballon à gaz inhabité, à Paris en aout 1783.

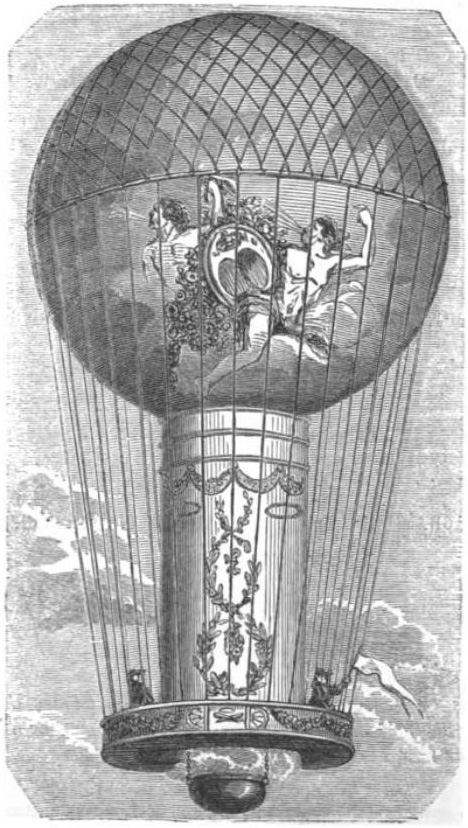
Ballon mixte air/gaz de type "Rozière".

Un « ballon » est conceptuellement la plus simple de toutes les machines volantes. Il est sustenté par un ballon ou des enveloppes de tissu remplies avec un gaz de sustentation ou de compensation qu'on appelle ballonnets. Comme l'ensemble du ballon est moins dense que son environnement, il peut s'élever en emportant sous lui une nacelle qui transporte des passagers, des animaux ou une charge utile. Bien qu'un ballon n'a pas de système de propulsion, un contrôle directionnel est possible grâce à l'élévation du ballon ou la descente en altitude pour trouver la direction des vents favorables.
Il existe trois types de ballons :
- Le ballon à air chaud ou « montgolfière » obtient sa flottabilité en chauffant l'air à l'intérieur de son enveloppe ouverte.
- Le ballon à gaz ou « charlière » est gonflé avec un gaz de plus faible masse moléculaire que l'atmosphère ambiante.
- La « rozière », ballon à mode de sustentation mixte, gaz chauffé et non chauffé, dans des enveloppes distinctes.

### Ballons à air chaud ou montgolfières
Les premiers ballons capables de transporter des passagers utilisaient de l'air chaud pour obtenir la sustentation. Ils tiennent leur nom des frères Joseph et Étienne Montgolfier dès juin 1784. C'est devenu le type de ballon le plus commun depuis les années 1960.

### Ballons à gaz ou charlière
Ces ballons sont remplis de gaz tels que :
- l'hydrogène, à l'origine largement utilisé, mais quasiment abandonné en raison de sa grande inflammabilité, depuis la catastrophe du zeppelin LZ 129 Hindenburg en 1937 ;
- l'hélium, utilisé aujourd'hui pour la plupart des dirigeables et ballons à gaz ;
- d'autres gaz, tel que l'ammoniac, le gaz de houille et le méthane, mais ceux-ci ont une capacité de levage limitée, doublée d'autres défauts de sécurité, ils n'ont donc été que peu utilisés.

Ils ont été inventés par le professeur Jacques Charles. La plupart sont gonflés à une pression proche de la pression atmosphérique (1 atmosphère soit un peu plus d'un bar au niveau de la mer). Ils peuvent aussi fonctionner en surpression par rapport à l'air environnant, dans le but de limiter voire d'éliminer la perte de chauffage due au contact avec les alentours. Les ballons à gaz ont une plus grande portance et peuvent effectuer de plus longs parcours que ceux à air chaud. Les ballons à gaz ont dominé les montgolfières durant près de deux siècles.
Au XIXe siècle, il était courant d'utiliser le gaz de ville pour remplir les ballons ; ce gaz était beaucoup moins cher que l'hydrogène, moins inflammable et facilement disponible. Parmi les usages singuliers des ballons à gaz, on peut noter : les ballons montés lors du siège de Paris, les ballons stratosphériques, les ballons sonde.

### Ballons mixte ou rozière
Ce troisième type de ballon a été inventé par Pilâtre de Rozier ; c'est un modèle hybride entre les ballons à air chaud et les ballons à gaz. Reprenant les avantages des ballons de gaz capable de voler pendant une longue période, et les avantages des ballons à air chaud en mesure de changer facilement d'altitude, de sorte que le ballon Rozière était à la fois un ballon d'hydrogène et un ballon à air chaud, les deux systèmes cohabitant séparément. Ce type de ballon est souvent utilisé pour les records de vols de longue distance tels que les circumnavigations.

## Historique

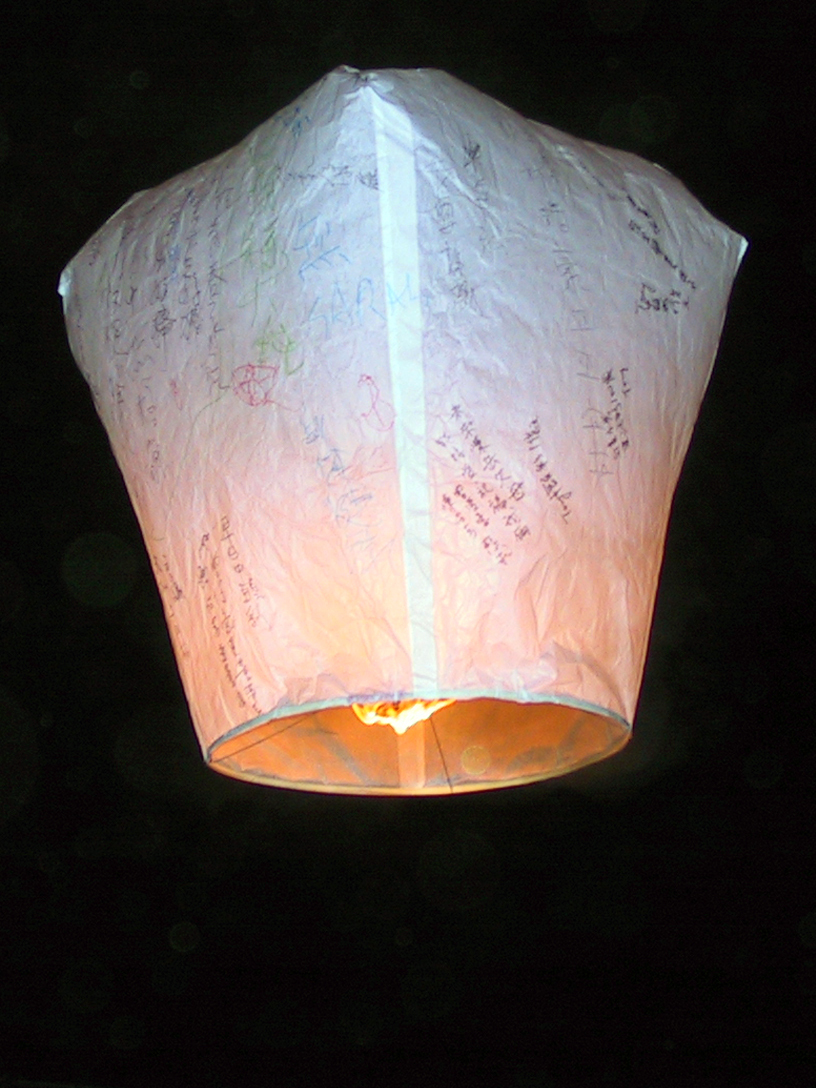
Lanterne céleste chinoise.

Les premiers ballons à air chaud sans pilote sont très populaires dans l'histoire chinoise. L'érudit et stratège Zhuge Liang du Royaume de Shu, à l'époque des Trois Royaumes de Chine (220-280 AD), a utilisé des lanternes aéroportées pour la signalisation militaire. Ces lanternes sont connues sous le nom de lanterne céleste.
Le premier vol libre habité a été fait dans un ballon à air chaud construit par les frères Montgolfier, le 21 novembre 1783. Le vol a lieu à Paris et atteint une hauteur d'environ 150 mètres. Les pilotes, Jean-François Pilâtre de Rozier et François Laurent d'Arlandes, ont parcouru environ 9 kilomètres en 25 minutes.
Les ballons utilisant de l'hydrogène gazeux pour la sustentation ont vu le jour moins d'un mois plus tard : le 1er décembre 1783 le professeur Jacques Charles et les frères Robert font le premier vol en ballon à gaz, également depuis Paris. Leur ballon rempli d'hydrogène a volé à près de 600 mètres d'altitude, est resté en l'air pendant plus de 2 heures et a parcouru une distance de 44 km. L'atterrissage se fit dans la petite ville de Nesles-la-Vallée.
Pilâtre de Rozier prit part à un autre vol le 23 juin 1784 dans une version modifiée du premier ballon des Montgolfier baptisé La Marie-Antoinette en l'honneur de la reine. Il a décollé devant le roi de France Louis XVI et le roi Gustave III de Suède. Avec Joseph Proust, le ballon a volé vers le nord à une altitude d'environ 3000 mètres, au-dessus des nuages. Il a voyagé sur une distance de 52 km en 45 minutes avec le froid et les turbulences qui l'ont forcé à descendre après la ville de Luzarches, vers Orry-la-Ville et la forêt de Chantilly. Il a établi trois records, ceux de vitesse, d'altitude et de distance parcourue.
En juin 1785, Pilâtre de Rozier tente une traversée la Manche avec sa rozière, mais le ballon s'enflamme et se dégonfle brusquement après une demi-heure de vol. Pilâtre de Rozier et son passager seront tués. Ce sera le premier accident mortel de l'aérostation.
Jean-Pierre Blanchard a réalisé le premier vol habité d'un ballon en Amérique le 9 janvier 1793, après une tournée en Europe pour détenir le record pour le premier vol en ballon dans les pays tel que les Pays-Bas autrichiens, l'Allemagne, les Pays-Bas et la Pologne. Aux États-Unis, son ballon rempli d'hydrogène a décollé d'une cour de la prison de Philadelphie, en Pennsylvanie, en présence du président américain George Washington. Le vol a atteint 1770 mètres d'altitude et a atterri dans le comté de Gloucester dans le New Jersey.